# سكسنيل أحادي الكولين
سكسنيل أحادي الكولين هو إستر لمركب حمض السكسنيك والكولين والذي يتكون من استقلاب سكسنيل كولين.